# Портрет Христиана Ивановича Трузсона
«Портрет Христиана Ивановича Трузсона» — картина Джорджа Доу и его мастерской из Военной галереи Зимнего дворца.
Картина представляет собой погрудный портрет генерал-лейтенанта Христиана Ивановича Трузсона из состава Военной галереи Зимнего дворца.
К началу Отечественной войны 1812 года генерал-лейтенант Трузсон был начальником инженеров 1-й Западной армии, занимался строительством переправ и гатей, обустройством дорог, при Бородино руководил сооружением полевых укреплений на правом фланге русской армии. После Бородинского сражения тяжело заболел и оставил армию, скончался в начале 1813 года.
Изображён в однобортном генеральском мундире Инженерного корпуса, введённом в 1817 году — из-за ранней смерти Трузсон его носить не мог и должен быть изображён в мундире старого образца с двумя рядами пуговиц. Слева на груди звезда ордена Св. Анны 1-й степени; на шее кресты орденов Св. Георгия 3-го класса и Св. Владимира 3-й степени; справа на груди серебряная медаль «В память Отечественной войны 1812 года» на Андреевской ленте (скорее всего Трузсон её получить не успел, первые документально зафиксированные награждения этой медалью произошли более чем через полгода после его смерти). С тыльной стороны картины надпись: Trousson. Подпись на раме: Х. И. Трузсон, Генералъ Лейтенантъ.
Обстоятельства принятия решения о написании портрета Трузсона не выяснены, его имя отсутствует в предварительных списках Комитета Главного штаба по аттестации. Гонорар Доу был выплачен 10 августа 1825 года и 21 июня 1827 года. Поскольку Трузсон скончался в начале 1813 года, то Доу в работе вероятнее всего использовал неизвестный современным исследователям портрет-прототип. Готовый портрет поступил в Эрмитаж 8 июля 1827 года. Поскольку предыдущая сдача готовых портретов в Эрмитаж произошла 18 октября 1826 года, то портрет Трузсона можно считать написанным между этими датами.
Существует миниатюра работы А. Х. Ритта с портретом Трузсона, датируемая 1792 годом (с возможной последующей правкой 1796 года); она хранится в частном собрании (кость, акварель, гуашь, 6,2 × 5 см в овале). Трузсон на ней изображён почти в том же самом ракурсе, что и на галерейном портрете. Эта миниатюра долгое время считалась портретом неизвестного офицера и была атрибутирована лишь в 2016 году А. В. Кибовским.

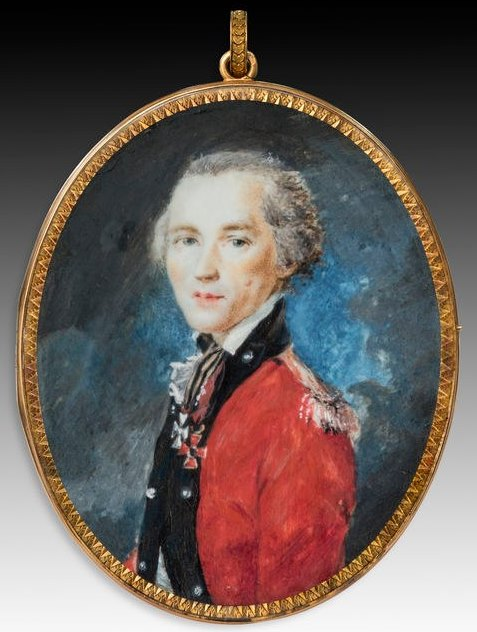
Портрет работы А. Х. Ритта, 1792 г.